# ダグウッドサンドイッチ

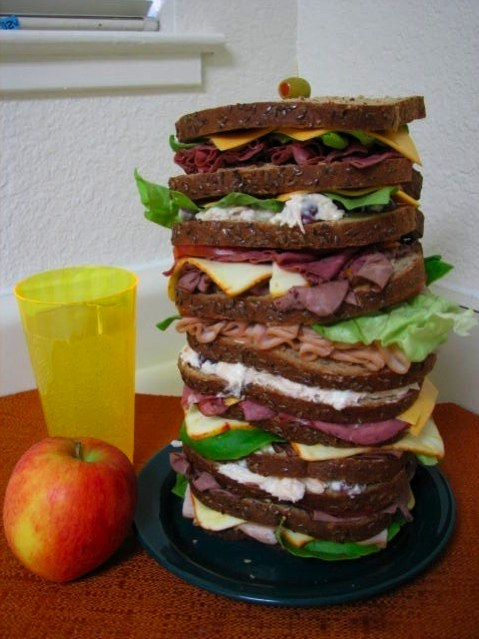
ダグウッドサンドイッチの例

ダグウッドサンドイッチ（英語: Dagwood sandwich）は、アメリカ合衆国の漫画『ブロンディ』に登場するサンドイッチ。日本では、単にダグウッドと呼んだり、ダグウッドサンド、ダッグウッドとも呼ばれる。
1930年代に人気を博した漫画『ブロンディ』の主人公の1人・ダグウッド・バムステッドの好物とされる。
特に決まったレシピは無く、冷蔵庫にある適当な材料を食パンに挟んでうず高く積み上げたサンドイッチである。
漫画の中の描写だと、深夜に目が覚めたダグウッドは台所にあった食べ物をあらいざらい挟んで、手風琴と見まがうような高さのサンドイッチを作り、満面笑みを浮かべて食いつくと、具材の中に紛れこんでいたハーモニカが鳴り、その音色で目覚めた妻のブロンディに怒られる。爾来、材料を一杯に詰め込んだ特大サイズのサンドイッチをダグウッドサンドイッチと呼ぶようになった。
伊丹十三は『女たちよ!』収録の「ダッグウッドの悦び」において、ダグウッドサンドイッチは、いろんな料理に、飽き飽きして、なにを食べていいかわからない時に適していると述べている。使用する具材にはサラダ菜、胡瓜、トマト、ロース・ハム、やわらかく作ったスクランブルド・エッグ、オイル・サーディン、バター、ジャム、マヨネーズ、マスタードと列挙し、こういうものを食卓の上に賑ぎにぎしく取り揃えて、片っ端からパンにはさんで食べる。少くとも厚さ四、五センチのサンドウィッチを作って、行儀にかまわず食べるのがダグウッドサンドイッチの神髄であると述べている。
漫画の中に登場した料理であるが、実際にも販売されている。